# Chuyến bay 990 của EgyptAir
Chuyến bay 990 của EgyptAir (MSR990) là chuyến bay theo lịch trình từ sân bay quốc tế Los Angeles đến sân bay quốc tế Cairo , dừng quá cảnh tại sân bay quốc tế John F. Kennedy, thành phố New York. Vào ngày 31 tháng 10 năm 1999, chiếc Boeing 767-300ER khai thác chuyến bay này đã rơi xuống Đại Tây Dương, cách đảo Nantucket, Massachusetts khoảng 60 dặm (100 km) về phía nam, khiến toàn bộ 217 hành khách và phi hành đoàn trên máy bay thiệt mạng, biến đây trở thành thảm họa hàng không chết người nhất của EgyptAir và cũng là vụ tai nạn hàng không chết người thứ hai của dòng máy bay Boeing 767, sau chuyến bay 004 của Lauda Air. Vì tai nạn xảy ra tại vùng biển quốc tế nên Cơ quan Hàng không Dân dụng Ai Cập (ECAA) và Ủy ban An toàn Giao thông quốc gia Hoa Kỳ (NTSB) đã điều tra theo các quy định của Tổ chức Hàng không Dân dụng Quốc tế. Vì ECAA không có đủ nguồn lực để điều tra như NTSB nên chính phủ Ai Cập đã yêu cầu chính phủ Hoa Kỳ giao cho NTSB xử lý cuộc điều tra.
Hai tuần sau tai nạn, NTSB đề xuất chuyển giao cuộc điều tra cho Cục Điều tra Liên bang Hoa Kỳ (FBI), vì tất cả các bằng chứng mà họ đã thu thập cho đến thời điểm đó đều cho thấy một hành vi phạm tội đã xảy ra và vụ tai nạn là kết quả của một hành động có chủ ý. Chính phủ Ai Cập đã và nhiều lần từ chối đề xuất chuyển giao cuộc điều tra cho FBI. Kết quả là, NTSB buộc phải tiếp tục cuộc điều tra một mình, mặc dù điều này đã nằm ngoài phạm vi điều tra của họ.
NTSB phát hiện ra rằng nguyên nhân của vụ tai nạn là do máy bay lệch khỏi độ cao hành trình và sau đó đâm xuống Đại Tây Dương "do các thao tác điều khiển chuyến bay của cơ phó thay thế". Tuy nhiên, cuối cùng họ không thể xác định bất kỳ lý do cụ thể nào cho hành động bị cáo buộc của anh ta. ECAA kết luận độc lập rằng sự cố này là do lỗi cơ học của hệ thống điều khiển thang máy của máy bay . Báo cáo của Ai Cập chỉ ra một số khả năng về nguyên nhân của vụ tai nạn, tập trung vào khả năng hỏng hóc của một trong các hệ thống điều khiển điện của thang máy bên phải. Tuy nhiên, NTSB vẫn tiếp tục tranh cãi với các phát hiện trong báo cáo của ECAA, tuyên bố rằng không có lời giải thích nào hợp lý cho những chuyển động cuối cùng của chuyến bay, ngoài lỗi cố ý của con người.

## Hồ sơ

### Máy bay
Chiếc máy bay gặp nạn là một chiếc Boeing 767-366ER, số sê-ri 24542, được đăng ký là SU-GAP, đặt tên là Thuthmosis III theo tên của một pharaoh từ Vương triều thứ 18. Máy bay đã có khoảng 33219 giờ bay với 7556 chu kỳ cất và hạ cánh. Máy bay này là một phiên bản kéo dài với tầm bay mở rộng của 767 tiêu chuẩn, là chiếc 767 thứ 282 được sản xuất. Nó được giao mới cho EgyptAir vào ngày 26 tháng 9 năm 1989 và được trang bị hai động cơ Pratt & Whitney PW4060.

### Phi hành đoàn
Phi hành đoàn trong buồng lái của chuyến bay 990 bao gồm cơ trưởng 57 tuổi Ahmed El-Habashi, cơ phó 36 tuổi Adel Anwar, người đang đổi ca với một đồng nghiệp khác để có thể trở về nhà cho kịp đám cưới của mình, cơ trưởng cứu trợ Raouf Nour El Din 52 tuổi, cơ phó cứu trợ Gameel Al-Batouti 59 tuổi và hoa tiêu trưởng trên Boeing 767 của hãng, cơ trưởng Hatem Rushdy. Cơ trưởng El-Habashi là một phi công dày dặn kinh nghiệm đã làm việc cho EgyptAir trong 36 năm và đã tích lũy được khoảng 14.400 giờ bay, trong đó hơn 6.300 giờ là trên máy bay 767. Cơ phó Al-Batouti đã có gần 5.200 giờ bay trên máy bay 767 và có khoảng 12.500 giờ bay tổng cộng.